# عاصم بن خليفة الضبي
عاصم بن خليفة بن معقل الصباحي الضبي (25 ق هـ - 45 هـ / 598م - 665م) شاعر من فرسان العرب وشجعانهم وأبطالهم في الجاهلية والإسلام قال ابن حجر العسقلاني: «عاصم بن خليفة الفارس المشهور في الجاهلية الذي قتل بسطام بن قيس الشيباني فارس ربيعة وكان  قَتلُ بسطام والنبي محمد صلى الله عليه وسلم بعث في مكة ولم يهاجر بعد، وأدرك عاصم الإسلام وأسلم ووفد على عثمان بن عفان وكان يستأذن وهو في بابه ويقول: عاصم بن خليفة قاتل بسطام بن قيس بالباب». وكان عاصم من بني عمرو بن عامر بن ربيعة بن كعب بن ربيعة بن ثعلبة بن سعد من بني ضبة وحضر مع قومه يوم الشقيقة وقتل فيه بسطام بن قيس.

## نسبه
هو: عاصم بن خليفة بن معقل بن صُباح بن طَريف بن عمرو بن عامر بن ربيعة بن كعب بن ربيعة بن ثعلبة بن سعد بن ضبة بن أد بن عمرو بن إلياس بن مُضَر بن نزار بن معد بن عدنان الصباحي الضبي.

## حضوره يوم الشقيقة وقتله لبسطام بن قيس
أغار بسطام بن قيس وهو فارس وسيد بكر بن وائل وابن سيدها بقومه بني بكر على بني ثعلبة بن سعد بن ضبة بن أد فأخذ إبلهم وكان مما أخذ ألف بعيرٍ لمالك بن المنتفق بن معقل بن صباح الضبي ومضى بها نحو العراق، فأتى الصريح بني ضبة فلحقوا به وفي مقدمتهم عاصم بن خليفة بن معقل بن صُباح الضبي، فلما نظر بسطام إلى بني ضبة وقد لحقوا به أخذ رمحً له وأخذ يطعن الإبل، فقال له بنو ضبة: ما هذا السفه يا بسطام ؟ دعها إما لنا وإما لك، فحمل عاصم بن خليفة على بسطام فطعنه برمحه فخر بسطام ميتاً، وأنهزمت بكر بن وائل وهرب أخو بسطام وأستنقذت بنو ضبة إبلهم وأموالهم التي أخذها بسطام.
وقيل أن مالك بن المنتفق كان في إبله فلما أخذها بنو بكر ركب مالك فرسه وأنطلق إلى قومه يستنجدهم وكان فيهم عاصم بن خليفة وهو ابن عم مالك فقال عاصم: من رئيس القوم ؟ فقال: بسطام بن قيس ، فلحق بهم عاصم بن خليفة وكان على فرسٍ له أدهم وحمل على بسطام وطعنه في أذنه بالرمح فقتله وولت بنو بكر هاربين وبنو ضبة خلقهم يقتلون ويأسرون، وكان ممن أسرو يومها بجاد بن قيس أخو بسطام وقتلوا تسعين رجلاً من أعيان بكر بن وائل.
ويعرف هذا اليوم أيضاً بيوم نقاء الحسن. قال ياقوت الحموي «الحسن نقا في بلاد بني ضبة، وسمي الحسن لحسن أشجاره، وفيه أدرك بنو ضبة بسطام بن قيس وكان أخذ إبلاً لهم وقتلوه وأستنقذوا الإبل قتله عاصم بن خليفة الضبي».

## شعره
قال عاصم بن خليفة الصباحي الضبي: